# لوگن (آیووا)
لوگن (به انگلیسی: Logan) شهری در ایالت آیووا کشور ایالات متحده آمریکا است که جمعیت آن در سرشماری سال ۲۰۱۰ میلادی، ۱٬۵۳۴ نفر بوده‌است.